# Dinner with Friends
Dinner With Friends è un'opera teatrale del drammaturgo statunitense Donald Margulies vincitrice del Premio Pulitzer per la drammaturgia nel 2000.
Nel 2001 Norman Jewison ha diretto un adattamento televisivo dell'opera, intitolato A cena da amici.

## Trama
Connecticut: Gabe e Karen sono felicemente sposati, Tom e Beth sono una coppia di loro amici anche loro apparentemente felici. Sono stati proprio Gabe e Karen a fare conoscere e mettere assieme Tom e Beth, ma Beth una sera va a casa dei suoi due amici e, in lacrime, racconta che Tom ha da qualche tempo una storia con un'altra donna e che la loro relazione, dopo 12 anni di matrimonio, è ormai giunta al termine.
La rivelazione scuote a fondo l'altra coppia, che s'interroga sull'apparenza della vita felice e sulla propria stessa relazione, oltre che sulla loro amicizia con Gabe e Karen.